# Papilio gigon
Papilio gigon är en fjärilsart som beskrevs av Felder 1864. Papilio gigon ingår i släktet Papilio och familjen riddarfjärilar. Inga underarter finns listade i Catalogue of Life.

## Bildgalleri

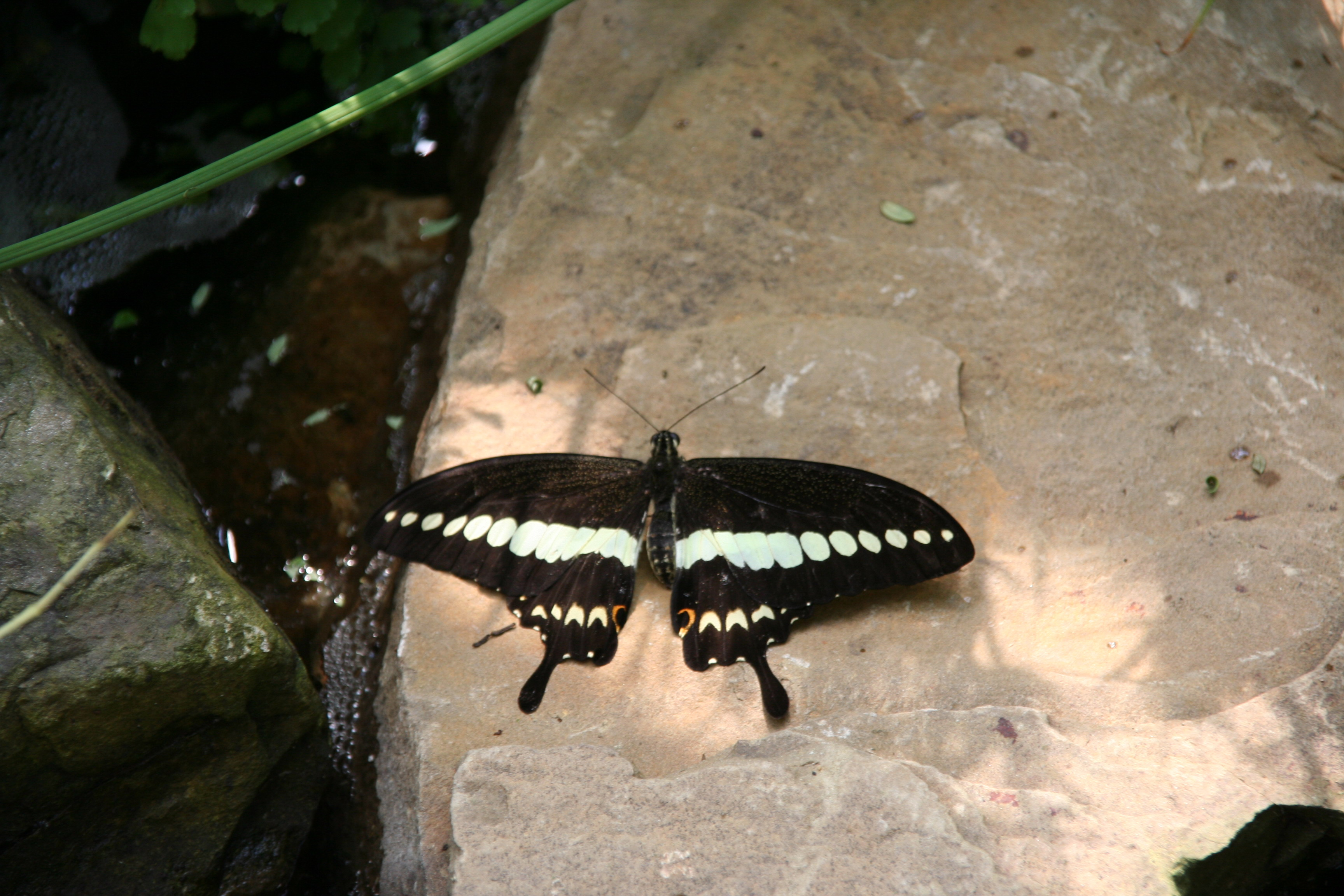
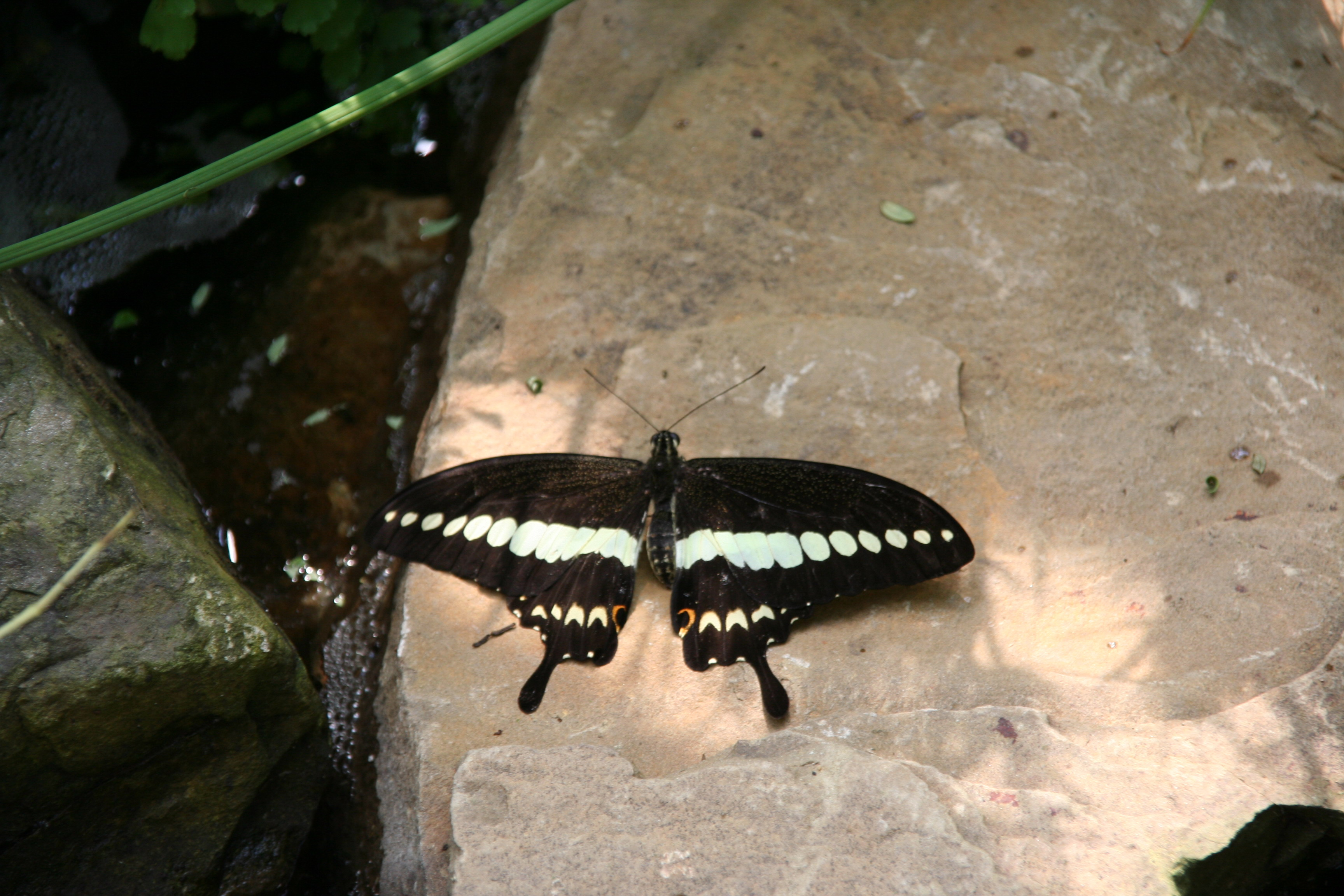